# St.319 Entertainment
St.319 Entertainment là một công ty giải trí và đào tạo tài năng tại Việt Nam. Tiền thân St.319 Ent là nhóm nhảy cover St.319 được thành lập ngày 11 tháng 01 năm 2011 tại Hà Nội. ST.319 là một trong những nhóm nhảy có sức ảnh hưởng lớn nhất thế giới tại thời điểm đó, giành được vô số giải thưởng quốc tế uy tín từ các công ty giải trí hàng đầu Hàn Quốc.

## Thông tin và lịch sử hoạt động
Công ty TNHH Giải trí & Truyền thông St.319 (St.319 Ent) là một trong những công ty giải trí và đào tạo tài năng hàng đầu tại Việt Nam hiện nay.
Tiền thân St.319 Ent là nhóm nhảy cover St.319 được thành lập ngày 11 tháng 01 năm 2011 tại Hà Nội. ST.319 là một trong những nhóm nhảy có sức ảnh hưởng lớn nhất thế giới tại thời điểm đó, giành được vô số giải thưởng quốc tế uy tín từ các công ty giải trí hàng đầu Hàn Quốc. Tháng 12/2013, sau khi từng bước nghiên cứu, xây dựng và phát triển hệ thống đào tào tài năng trẻ. ST.319 chuyển hướng và trở thành công ty giải trí tiên phong theo mô hình mới và liên tiếp cho ra đời thành công các thế hệ nghệ sĩ mới với phong cách âm nhạc hiện đại và định hướng chuyên nghiệp. Nổi bật với những cái tên như: ca sĩ AMEE, GREY D, NICKY, VƯƠNG BÌNH... ST.319 Ent cũng ghi dấu ấn trong lĩnh vực sản xuất âm nhạc và video với những sản phẩm chất lượng và nổi bật hiện nay. Các sản phẩm âm nhạc mà ST.319 Ent sản xuất đều giành được rất nhiều giải thưởng uy tín trong nước và quốc tế.

## Nghệ sĩ hiện tại
- Nghệ sĩ solo: AMEE, NICKY, GREY D, Vương Bình
- S•HUBE Label[1] : Hứa Kim Tuyền, 2pillz, Wokeup, TDK, Dương K, Kai Đinh, Newl, Trid Minh, Minh Dat Nguyen, Minh MaxiMum, N.T.B, DAT J,...

## Cựu nghệ sĩ
- Mr.A (2013 – 2015)
- Min (2013 – 2016)
- Monstar (2016 - 2021)
  - Erik (2015 – 2017)
  - Key (2016 – 2022)

## Sản phẩm phát hành

### Album
| Năm  | Nghệ sĩ       | Tên           | Thể loại        | Định dạng                     | Phát hành         |
| ---- | ------------- | ------------- | --------------- | ----------------------------- | ----------------- |
| 2020 | Amee          | dreAMEE       | Album phòng thu | CD, Tải nhạc, phát trực tuyến | 28 tháng 6, 2020  |
| 2021 | Monstar       | Over The Moon | Album phòng thu | Tải nhạc, phát trực tuyến     | 30 tháng 7, 2021  |
| 2022 | Hứa Kim Tuyền | Colours       | Album phòng thu | CD, Tải nhạc, phát trực tiếp  | 31 tháng 5, 2022  |
| 2022 | Hương Mùa Hè  | Hương Mùa Hè  | Album phòng thu | Tải nhạc, phát trực tuyến     | 24 tháng 7, 2022  |
| 2024 | AMEE          | MỘNGMEE       | Album phòng thu | CD, Tải nhạc, phát trực tiếp  | 03 tháng 8 , 2024 |
| 2024 | VUƠNG BÌNH    | ANH BỜ VAI    | Album phòng thu | CD, Tải nhạc, phát trực tiếp  | 4 tháng 11, 2024  |

### Đĩa đơn
| Năm  | Nghệ sĩ    | Tên                             | Kết hợp                  | Phát hành         | Album                      |
| ---- | ---------- | ------------------------------- | ------------------------ | ----------------- | -------------------------- |
| 2013 | Min        | Tìm (Lost)                      | Mr.A                     | 18 tháng 12, 2013 | Tìm (Single)               |
| 2014 | Min        | Nhớ (Stuck)                     |                          | 22 tháng 6, 2014  | Stuck (Single)             |
| 2014 | Min        | Get Out                         |                          | 11 tháng 8, 2014  | Stuck (Single)             |
| 2015 | Min        | Y.Ê.U (EDM Ver.)                |                          | 17 tháng 3, 2015  | Y.Ê.U (Single)             |
| 2015 | Min        | Y.Ê.U (Acoustic Ver.)           |                          | 17 tháng 3, 2015  | Y.Ê.U (Single)             |
| 2015 | Min        | Shine Your Light                | JustaTee                 | 21 tháng 7, 2015  | Shine Your Light (Single)  |
| 2016 | Erik       | Sau tất cả                      |                          | 12 tháng 1, 2016  | Sau tất cả (Single)        |
| 2016 | Erik       | Mùa đông (Winter)               |                          | 22 tháng 1, 2016  | Sau tất cả (Single)        |
| 2016 | Monstar    | #Babybaby                       |                          | 06 tháng 9, 2016  | #Babybaby (Single)         |
| 2016 | Monstar    | Love Rain                       |                          | 06 tháng 12, 2016 | Love Rain (Single)         |
| 2017 | Erik       | Lạc nhau có phải muôn đời       |                          | 13 tháng 1, 2017  |                            |
| 2017 | Monstar    | Và tôi hát                      |                          | 19 tháng 4, 2017  | Và tôi hát (Single)        |
| 2017 | Monstar    | Tình yêu chậm trễ               |                          | 09 tháng 12, 2017 | Tình yêu chậm trễ (Single) |
| 2018 | Monstar    | Baby I Told You                 |                          | 29 tháng 1, 2018  | Baby I Told You (Single)   |
| 2018 | Monstar    | Giữ lấy làm gì                  |                          | 11 tháng 6, 2018  | Giữ lấy làm gì (Single)    |
| 2018 | Monstar    | Nếu mai chia tay                | Amee (Chill RnB version) | 15 tháng 10, 2018 | Nếu mai chia tay (Single)  |
| 2019 | Monstar    | Badadu                          |                          | 17 tháng 1, 2019  | Badadu (Single)            |
| 2019 | Amee       | Anh Nhà Ở Đâu Thế               | B Ray                    | 03 tháng 4, 2019  | dreAMEE                    |
| 2019 | Amee       | Đen Đá Không Đường              | B Ray                    | 09 tháng 5, 2019  | dreAMEE                    |
| 2019 | Amee       | Trời Giấu Trời Mang Đi          | ViruSs                   | 13 tháng 10, 2019 | dreAMEE                    |
| 2020 | Amee       | Sao Anh Chưa Về Nhà             | Ricky Star               | 05 tháng 3, 2020  | dreAMEE                    |
| 2020 | Amee       | Yêu Thì Yêu Không Yêu Thì Yêu   |                          | 18 tháng 6, 2020  | dreAMEE                    |
| 2020 | Amee       | EM BÉ                           | Karik                    | 20 tháng 9, 2020  |                            |
| 2021 | Monstar    | Có Hẹn Với Thanh Xuân           |                          | 18 tháng 7, 2021  | Over The Moon              |
| 2021 | AMEE       | Tình bạn diệu kỳ                | Ricky Star x Lăng LD     | 23 tháng 2, 2021  |                            |
| 2021 | AMEE       | Nói hoặc không nói              | Ricky Star x Lăng LD     | 20 tháng 4, 2021  |                            |
| 2022 | AMEE       | thay mọi cô gái yêu anh         | Ricky Star               | 06 tháng 2, 2022  |                            |
| 2022 | AMEE       | Shay Nắnggg                     | Obito x Hứa Kim Tuyền    | 06 tháng 6, 2022  |                            |
| 2022 | AMEE       | Em Về Tinh Khôi                 | GREY D x Hoàng Dũng      |                   |                            |
| 2022 | GREY D     | vaicaunoicokhiennguoithaydoi    |                          | 20 tháng 6, 2022  |                            |
| 2022 | GREY D     | dự báo thời tiết hôm nay mưa    |                          | 22 tháng 11, 2022 |                            |
| 2022 | GREY D     | tỉnh thức sau giấc ngủ đông     |                          | 22 tháng 11, 2022 |                            |
| 2023 | AMEE       | ưng quá chừng                   |                          | 13 tháng 3, 2023  |                            |
| 2023 | AMEE       | Chủ nhật boy                    |                          | 06 tháng 8, 2023  |                            |
| 2023 | GREY D     | đưa em về nhàa                  |                          | 24 tháng 4, 2023  |                            |
| 2024 | GREY D     | nhạt-fine                       |                          | 08 tháng 4, 2024  |                            |
| 2024 | AMEE       | MỘNG YU                         | MCK                      | 03 tháng 8, 2024  | Mộngmee                    |
| 2024 | AMEE       | Cuộc gọi lúc nửa đêm            |                          | 03 tháng 8, 2024  | Mộngmee                    |
| 2024 | AMEE       | Beautiful Nightmare (Interlude) |                          | 03 tháng 8, 2024  | Mộngmee                    |
| 2024 | AMEE       | Miền mộng mị                    |                          | 03 tháng 8, 2024  | Mộngmee                    |
| 2024 | AMEE       | 2000 câu hỏi vì sao             |                          | 03 tháng 8, 2024  | Mộngmee                    |
| 2024 | NICKY      | Thật quá đáng.. để yêu          |                          | 09 tháng 10, 2024 |                            |
| 2024 | VƯƠNG BÌNH | Nắng Hoa Niên                   |                          | 04 tháng 11, 2024 | Album 'ANH BỜ VAI'         |
| 2024 | VƯƠNG BÌNH | Bạch Nguyệt Quang               | Hoàng Duyên              | 04 tháng 11, 2024 | Album 'ANH BỜ VAI'         |
| 2024 | VƯƠNG BÌNH | Anh Bờ Vai                      |                          | 04 tháng 11, 2024 | Album 'ANH BỜ VAI'         |
| 2024 | VƯƠNG BÌNH | Ngàn dặm (Interlude)            |                          | 04 tháng 11, 2024 | Album 'ANH BỜ VAI'         |
| 2024 | VƯƠNG BÌNH | 100 <1                          |                          | 04 tháng 11, 2024 | Album 'ANH BỜ VAI'         |
| 2024 | VƯƠNG BÌNH | Cho phép tôi mời anh một ly     | GREY D                   | 04 tháng 11, 2024 | Album 'ANH BỜ VAI'         |
| 2024 | VƯƠNG BÌNH | Thành phố phía Đông             |                          | 04 tháng 11, 2024 | Album 'ANH BỜ VAI'         |
| 2024 | VƯƠNG BÌNH | Ngày buồn tháng nhớ năm thương  |                          | 04 tháng 11, 2024 | Album 'ANH BỜ VAI'         |

### Phim
| Năm  | Tên                          | Thể loại     | Phát hành        | Thời lượng |
| ---- | ---------------------------- | ------------ | ---------------- | ---------- |
| 2015 | Sét đánh một cách rất rụt rè | Phim ngắn    | 11 tháng 4, 2015 | 1 tập      |
| 2022 | Hương Mùa Hè                 | Phim ca nhạc | 3 tháng 7, 2012  | 3 tập      |

### #MADEby319
#MADEby319 là chuỗi dự án âm nhạc nơi ST.319 sẽ kết hợp cùng ca sỹ khác. Chiến dịch sẽ mang tới những màu sắc âm nhạc đa dạng tới từ rất nhiều nghệ sĩ khác nhau. Và đặc biệt, toàn bộ quá trình sản xuất âm nhạc, hình ảnh, truyền thông và MV đều được thực hiện bởi ekip sản xuất của ST.319 Entertainment và leader Aiden Nguyễn.
| Năm  | Nghệ sĩ         | Tên                               | Kết hợp               | Phát hành         |
| ---- | --------------- | --------------------------------- | --------------------- | ----------------- |
| 2016 | Hoàng Tôn       | Only U                            |                       | 05 tháng 4, 2016  |
| 2016 | Văn Mai Hương   | Beautiful                         |                       | 10 tháng 8, 2016  |
| 2017 | Bảo Thy         | Là con gái phải xinh              | Kimmese               | 08 tháng 6, 2017  |
| 2017 | Ali Hoàng Dương | Theo Anh                          |                       | 05 tháng 9, 2017  |
| 2018 | Miu Lê          | Muốn (Wanna)                      |                       | 11 tháng 9, 2018  |
| 2018 | S.T Sơn Thạch   | Tình Yêu Tuyệt Vời (Perfect Love) | Nicky (Dance Version) | 17 tháng 12, 2018 |

## Giải thưởng
Năm 2016, kênh Youtube của công ty đạt giải Most Popular Channel tại WebTV Asia Awards.
Năm 2019, kênh Youtube của công ty đạt một triệu subscribers và nhận nút vàng Youtube.